# Raul Fernandes
Raul Fernandes GCC • GCSE (Valença, 24 de outubro de 1877 — Rio de Janeiro, 6 de janeiro de 1968) foi um advogado, político e diplomata brasileiro.

## Biografia
Fernandes nasceu na Fazenda de São João, à margem esquerda do rio Paraíba, na freguesia de Nossa Senhora da Glória de Valença. Era filho do dr. Antônio José Fernandes e de Isabel Peregrina Werneck Pinheiro, e neto materno de Peregrino José d'Américo Pinheiro (Visconde de Ipiabas) e de Ana Francisca de São José Werneck (Viscondessa de Ipiabas). Casou-se por duas vezes, sem deixar herdeiros.
Fez seus primeiros estudos em Vassouras e em São João del-Rei. Bacharelou-se pela Faculdade de Direito do Largo de São Francisco em São Paulo em 1898. Obteve prêmio de viagem à Europa pela distinção de suas notas de exames. 
Como profissional, advogou em Vassouras e em Barra do Piraí (1898-1907) e depois no Rio de Janeiro, para onde transferiu sua residência. Foi nomeado Promotor Público em Vassouras de 1898 a 1907.
Em sua carreira política, foi vereador à Câmara Municipal de Vassouras, em 1901. Deputado estadual do Rio de Janeiro, de 1903 a 1909. Deputado Federal pelo Estado do Rio de Janeiro, de 1909 a 1922. Foi eleito presidente do mesmo estado, para o período de 31 de dezembro de 1922 a 11 de janeiro de 1923, mas deixou o cargo onze dias depois por força de intervenção federal decretada pelo presidente da República. Foi também Consultor-Geral da República, de 18 de fevereiro a 14 de novembro de 1932.
Após o término da Primeira Guerra Mundial, foi nomeado Delegado Plenipotenciário à Conferência de Paz de Paris (1919), sendo um dos signatários brasileiros do Tratado de Versalhes, e representante do Brasil na Comissão de Reparações, de 1919 a 1920. Foi ainda Delegado do Brasil às Assembleias da Sociedade das Nações, reunidas em Genebra, em 1920, 1921, 1924 e 1925; membro do Comitê dos Juristas, nomeado pelo Conselho da Sociedade das Nações, para organizar o projeto de Estatutos da Corte Permanente de Justiça Internacional, reunido em Haia, de junho a julho de 1920.
Foi, ainda, embaixador do Brasil em Bruxelas, na Bélgica, em 1926 e Presidente da Delegação do Brasil, na 6ª Conferência das Repúblicas Americanas, reunida em Havana (Cuba), em janeiro de 1928.
De volta ao Brasil foi eleito deputado à Constituinte Federal pelo Estado do Rio de Janeiro, em 1933. Relator Geral do projeto da Constituição, em 1934 e 1935-1937.
No Governo Eurico Dutra, foi Ministro das Relações Exteriores, após a saída de João Neves da Fontoura (12 de dezembro de 1946 a 31 de janeiro de 1951). Nessa gestão o Brasil assinou o TIAR (Tratado Interamericano de Assistência Recíproca), cortou relações diplomáticas com a URSS e não reconheceu a República Popular da China, seguindo o alinhamento com os EUA, ainda que o representante brasileiro na ONU, Osvaldo Aranha, fosse favorável ao reconhecimento.  Após o suicídio de Getúlio Vargas, foi convidado pelo então presidente João Café Filho em 26 de agosto de 1954 a novamente ocupar a pasta, substituindo Vicente Rao, permanecendo até o final de curto governo de Carlos Luz, em 11 de novembro de 1955. 
Foi presidente da Ordem dos Advogados do Brasil (OAB), de 1945 a 1948. Após a Segunda Guerra Mundial, foi nomeado Delegado do Brasil à Conferência de Paz, em 1946. Chefe da Delegação do Brasil à Conferência Interamericana para a Manutenção da Paz e da Segurança do Continente, em 1947. Chefe da Delegação do Brasil à III Sessão da Assembleia Geral das Nações Unidas em Paris, em 1948.
Foi Doutor Honoris Causa pela Faculdade de Direito da Universidade de São Paulo, em 1952.
Em 24 de dezembro de 1948 foi agraciado com a Grã-Cruz da Ordem Militar de Cristo e em 6 de maio de 1955 foi agraciado com a Grã-Cruz da Ordem Militar de Sant'Iago da Espada de Portugal.
Atuou durante quase 20 anos como testamenteiro do espólio deixado, em 1930, pela filantropa Eufrásia Teixeira Leite, que legou uma imensa fortuna para entidades assistenciais e educacionais de Vassouras, Rio de Janeiro. Em 1953, quando era chanceler, promoveu o tombamento pelo patrimônio histórico nacional do Museu Casa da Hera e do centro histórico de Vassouras.